# Dipcadi × clarkeanum
Dipcadi × clarkeanum là một loài thực vật có hoa lai ghép trong họ Asparagaceae. Loài này được Schinz mô tả khoa học đầu tiên năm 1890.